# Argentinierstraße
Die Argentinierstraße führt durch den 4. Wiener Gemeindebezirk Wieden vom Karlsplatz zum Wiedner Gürtel.

## Geschichte

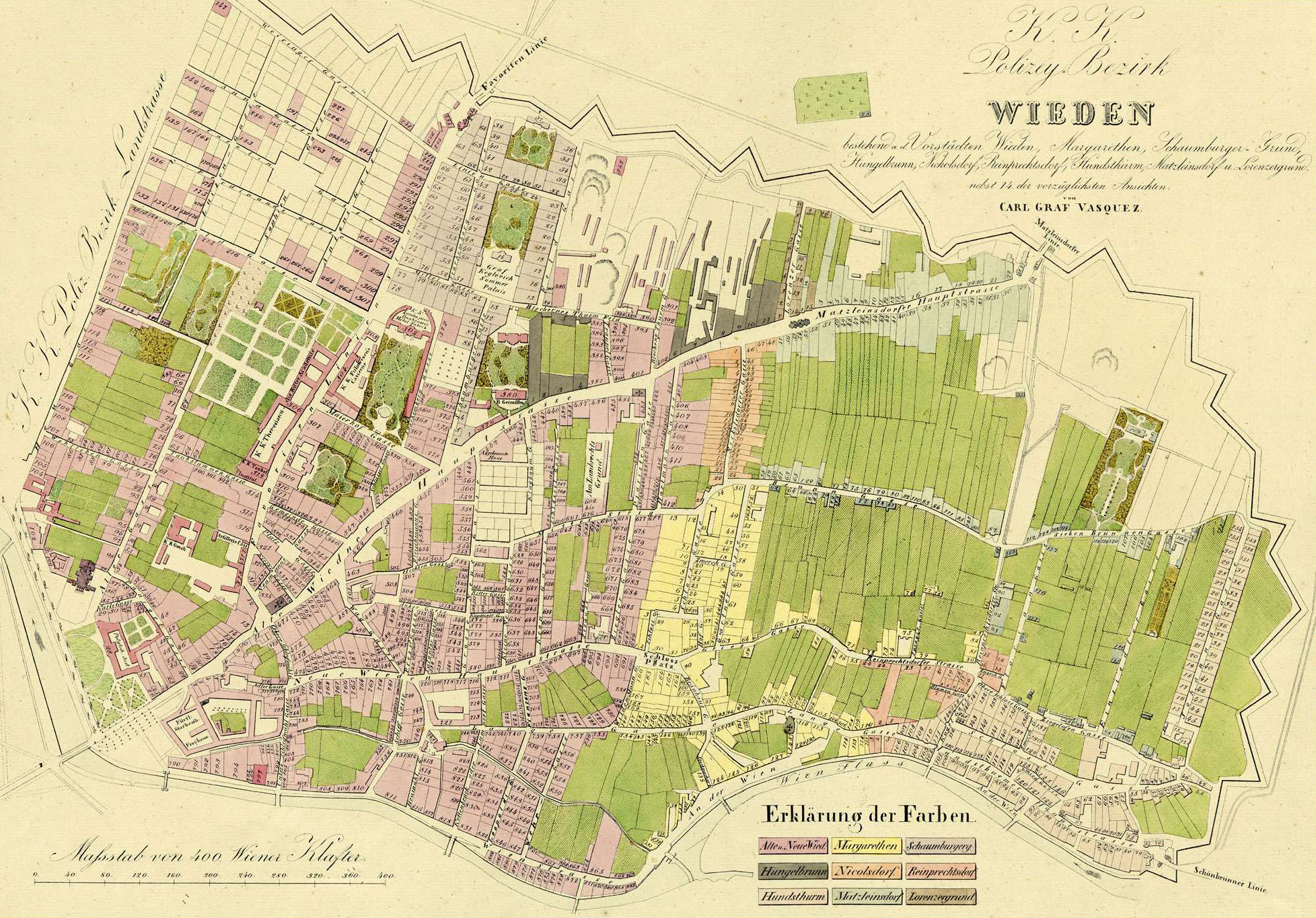
Wieden um 1830 (Graf Vasquez): Die Argentinierstraße ist im linken Teil als Alleegasse und Sophiengasse eingezeichnet.

Die Argentinierstraße ging aus einer breiten Allee hervor, die bereits um 1700 bestand und vorerst bis zur heutigen Plösslgasse reichte. Dieser Teil wurde als Alleegasse bezeichnet und wurde bis zum Ende des 18. Jahrhunderts verbaut, wie in dem nebenstehenden Plan des K. k. Polizey Bezirks Wieden von 1830 abgebildet. Der südliche Teil bestand als Sophiengasse von der Feldgasse (heute: Theresianumgasse) bis zur Weyringergasse und war zu dieser Zeit nur spärlich verbaut. Die durchgehende Verbindung wurde im dritten Viertel des 19. Jahrhunderts hergestellt.
Im unteren Teil wurden ab der zweiten Hälfte des 19. Jahrhunderts elegante Palais und palaisartige Bauten aufgeführt, während im Bereich um die Elisabethkirche rasterartige Verbauung mit Zinshäusern entstand. Zuletzt wurden im vierten Viertel des 19. Jahrhunderts im Abschnitt bis zum Gürtel Zinshäuser errichtet.
Zum Dank für eine namhafte Spende der Republik Argentinien in der Notzeit nach dem Ersten Weltkrieg wurde der gesamte Straßenzug mit Beschluss des Gemeinderatsausschusses für Kultur vom 27. Jänner 1921 in Argentinierstraße umbenannt.
2024 wurde die gesamte Länge der Straße umgestaltet und am 9. Dezember als (Zweirichtungs-)Fahrradstraße eröffnet. Bürger hatten sich in einer Befragung für dieses Projekt ausgesprochen. Verkehrsplaner aus den Niederlanden wirkten mit. Die Argentinierstraße kommt nun inklusive der Kreuzung mit dem Gürtel am stadtäußeren Ende nunmehr mit drei Ampeln aus. Gehsteige wurden verbreitert. Kfz-Verkehr kann zufahren, unterliegt jedoch gegenläufig orientierten Einbahnabschnitten.

## Beschreibung
Der Nummerierung folgend beginnt die Argentinierstraße zwischen der Karlskirche und dem Gebäude der Technischen Universität (deren Seitenfront allerdings an der ebenfalls hier beginnenden Karlsgasse liegt) und führt von dort völlig geradlinig auf die Elisabethkirche zu. Dabei kreuzt sie zunächst die Gusshausstraße und passiert elegante späthistoristische Palais, das Funkhaus des ORF sowie die Rückseite des Geländes des Theresianums. Schräg gegenüber befindet sich in diesem Bereich das Areal des seinerzeitigen Palais Nathaniel Rothschild bzw. des an seiner Stelle nach dem Zweiten Weltkrieg errichteten Franz-Domes-Heims der Arbeiterkammer, jetzt Theater Akzent (mit Eingang in der Theresianumgasse).
An der einen Häuserblock weiter südlich kreuzenden Belvederegasse beginnt der St.-Elisabeth-Platz mit der Elisabethkirche, die namensgebend für das umgebende Elisabethviertel ist. Da die Gebäude des Platzes eigene Hausnummern haben, sind in dessen Bereich die Hausnummern der Argentinierstraße unterbrochen und laufen erst am Südende des Platzes weiter. Südlich des Platzes verläuft die Straße in gerader Fortsetzung des nördlichen Teils durch das mit historistischen Zinshäusern verbaute Viertel weiter bis zum Gürtel.

### Adressen
(Unter Denkmalschutz stehende Objekte sind durch Fettdruck hervorgehoben. Wenn nicht anders angegeben, zeigen die Bilder den Zustand vor 2024.)
- vor Nr. 1: Karlskirche
- gegenüber Nr. 4–6: Denkmal für Christoph Willibald Gluck
- Nr. 8: späthistoristisches Wohnhaus Ecke Paniglgasse, jetzt Institutsgebäude der Technischen Universität Wien, 1905, Architekten Franz Kupka und Gustav Orglmeister
- Nr. 14: Palais Falkenstein, jetzt Griechische Botschaft, dreigeschoßiges repräsentatives Stadtpalais, 1886, Architekt Ludwig Richter
- Nr. 18: Vorstadtbürgerhaus von 1831, verändert 1890 und 1904
- Nr. 20: Palais Lanna, späthistoristisches Wohnpalais, 1895, Architekt Ernst Gotthilf[4]
- Nr. 21: Palais Ritter von Schenk, jetzt Spanische Botschaft, späthistoristisches Wohnpalais, 1888–1890, Architekten Büro Fellner & Helmer
- Nr. 23: Palais Wessely, repräsentatives zweigeschoßiges Palais, 1891, Architekten Büro Fellner & Helmer
- Nr. 25–27: Palais Kranz, jetzt Handelsvertretung der Russischen Föderation, repräsentatives zweigeschoßiges Palais in neobarocken Formen, 1880, Architekt Gustav Korompay
- Nr. 30A: Funkhaus Wien, 1935–1939 (unter teilweiser Verwendung älterer Bausubstanz), Architekten Clemens Holzmeister, Heinrich Schmid, Hermann Aichinger
- Nr. 33: Palais Erlanger, strenghistoristisches Wohnpalais, 1866, Architekt Friedrich Schachner
- Nr. 49: Café Goldegg, 1910 gegründetes Wiener Kaffeehaus

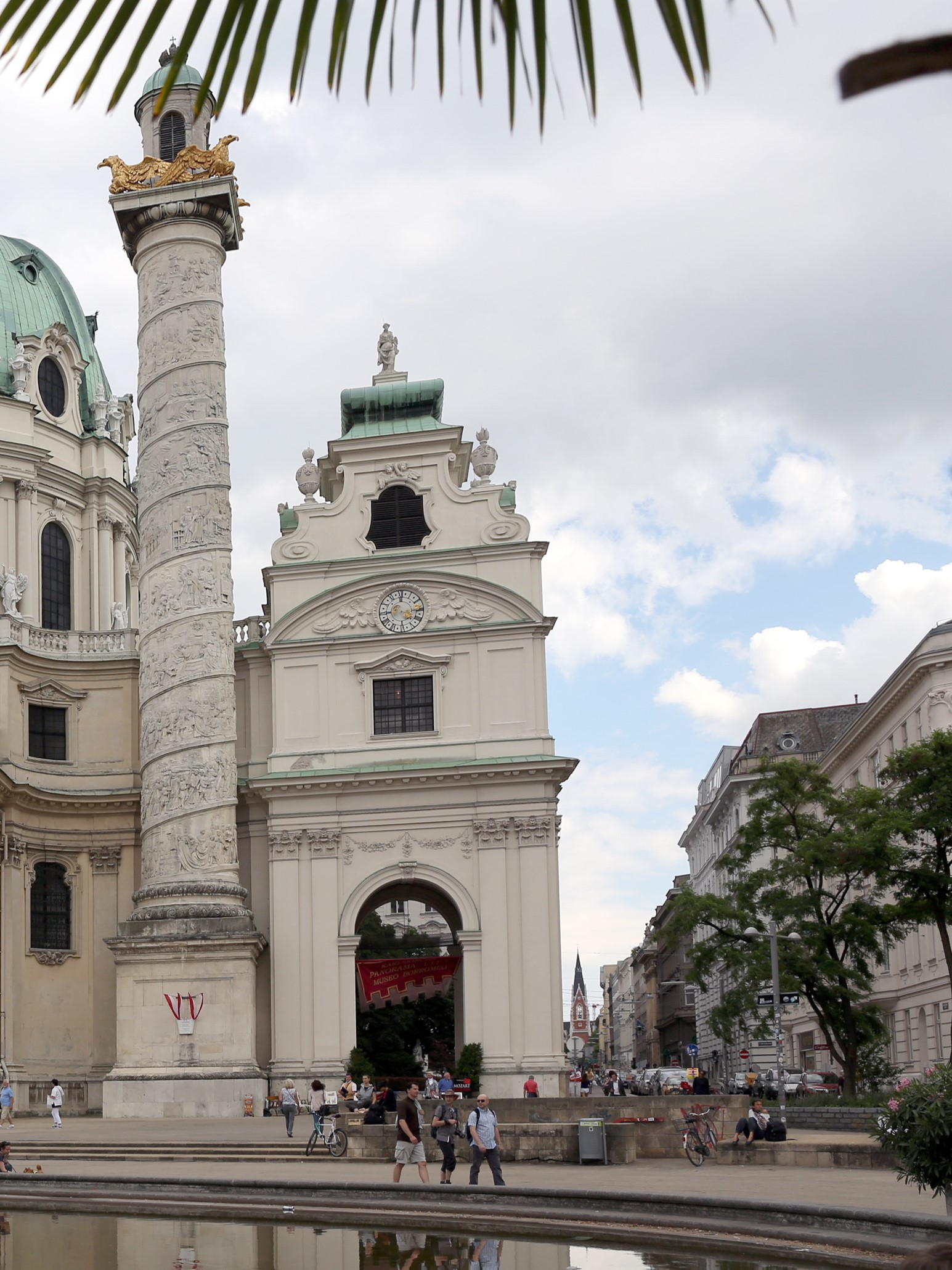
Beginn der Argentinierstraße bei der Karlskirche
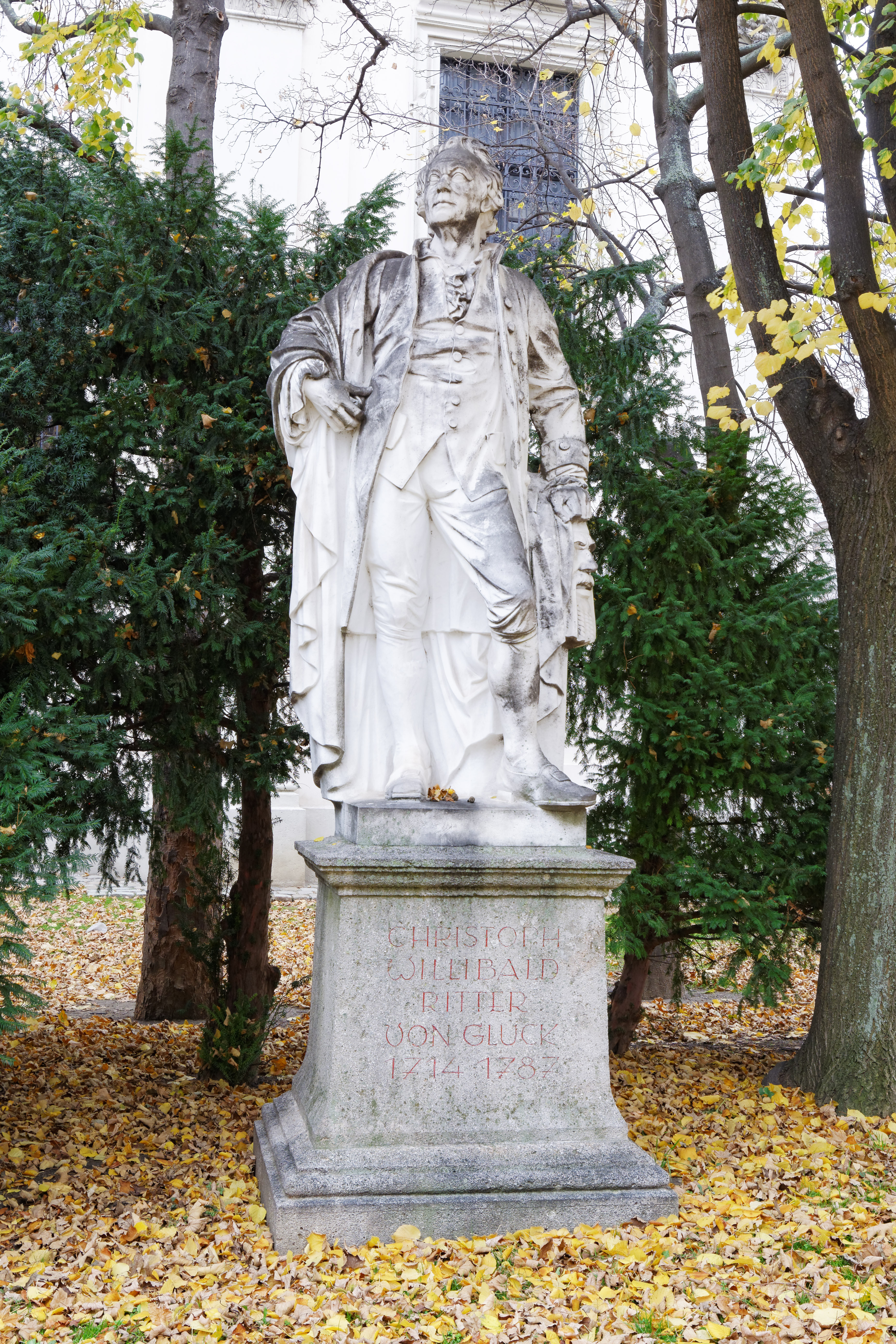
Denkmal für Christoph Willibald Gluck
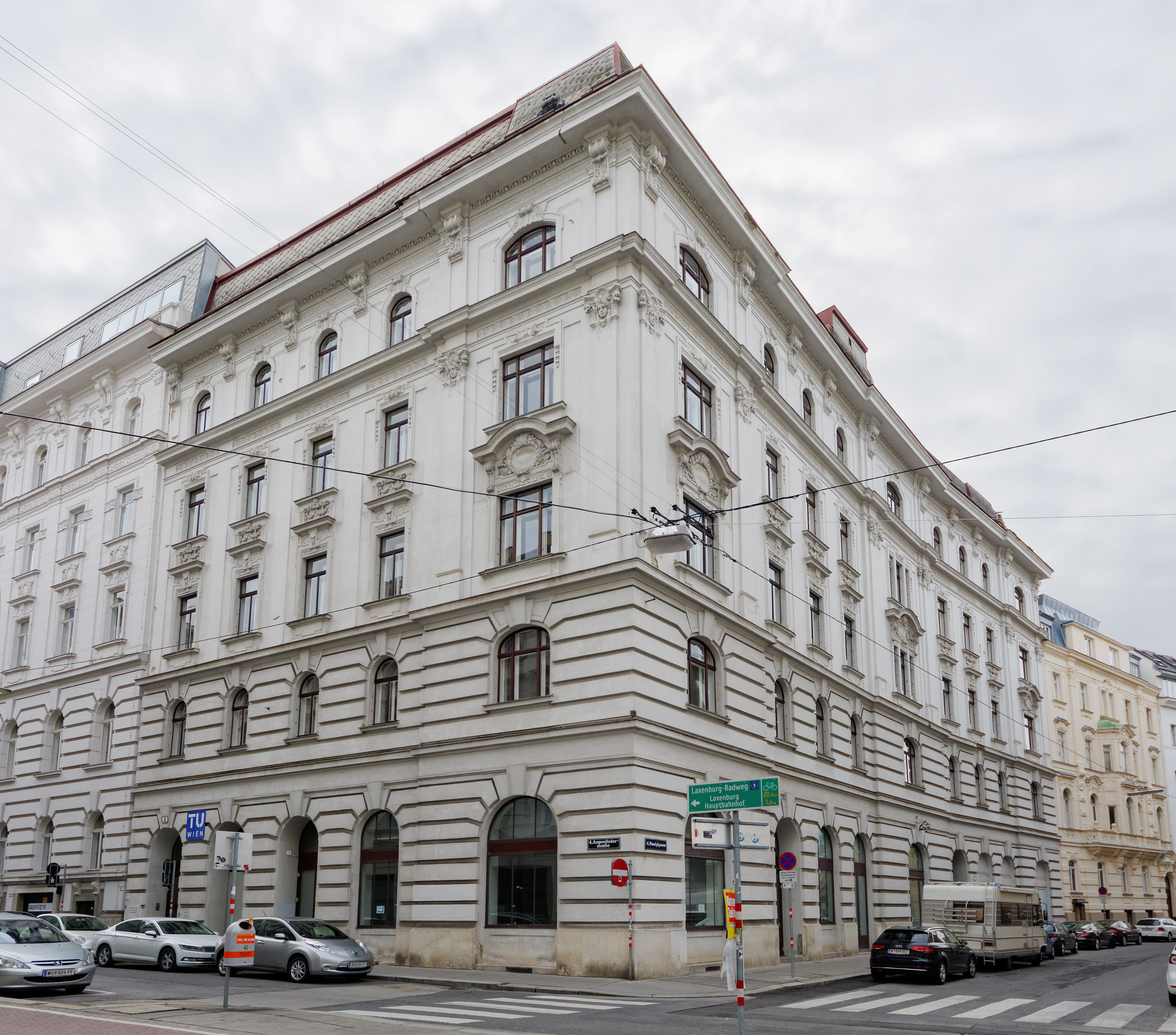
Nummer 8 (Institutsgebäude der TU Wien)
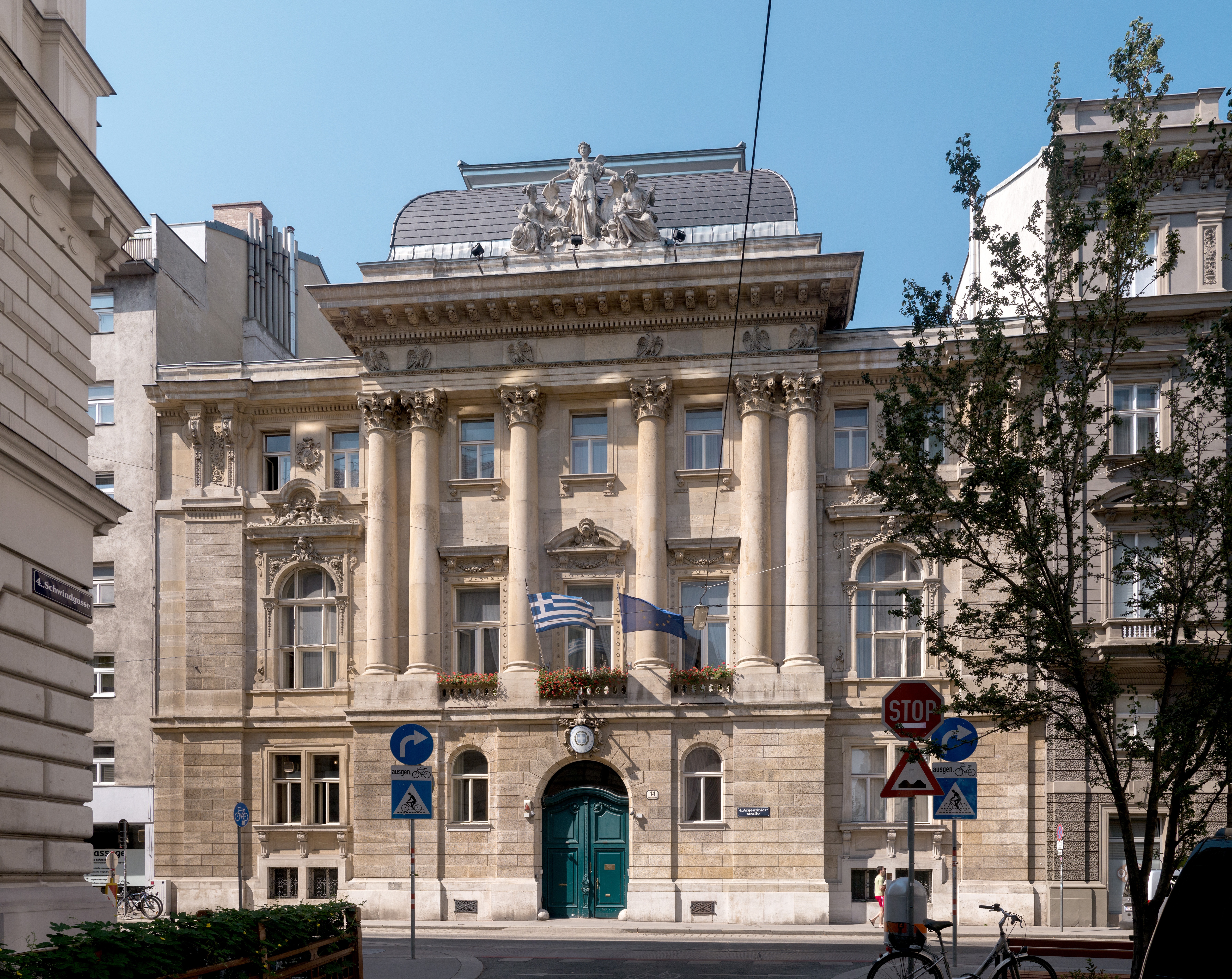
Nummer 14 (Griechische Botschaft)
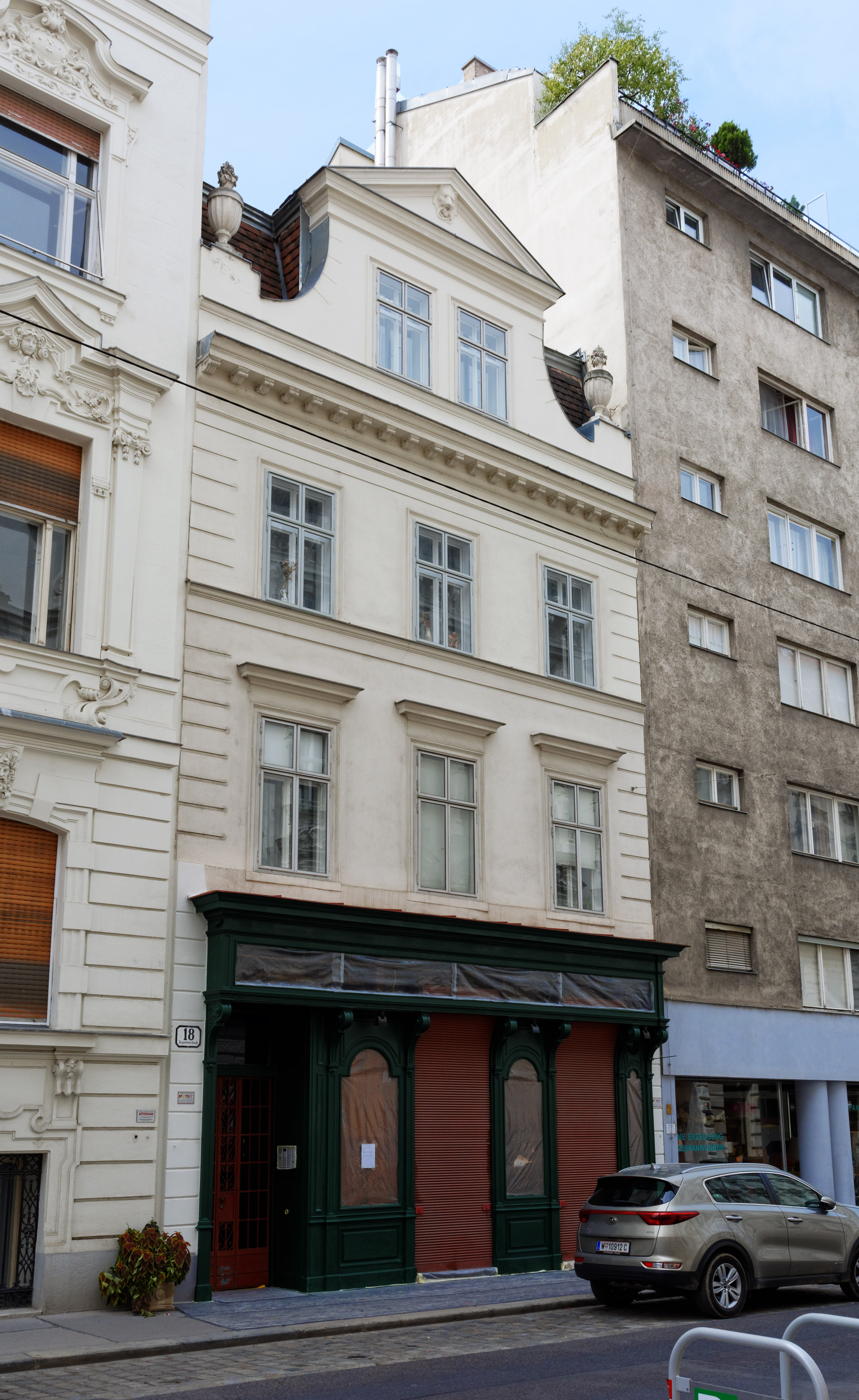
Nummer 18
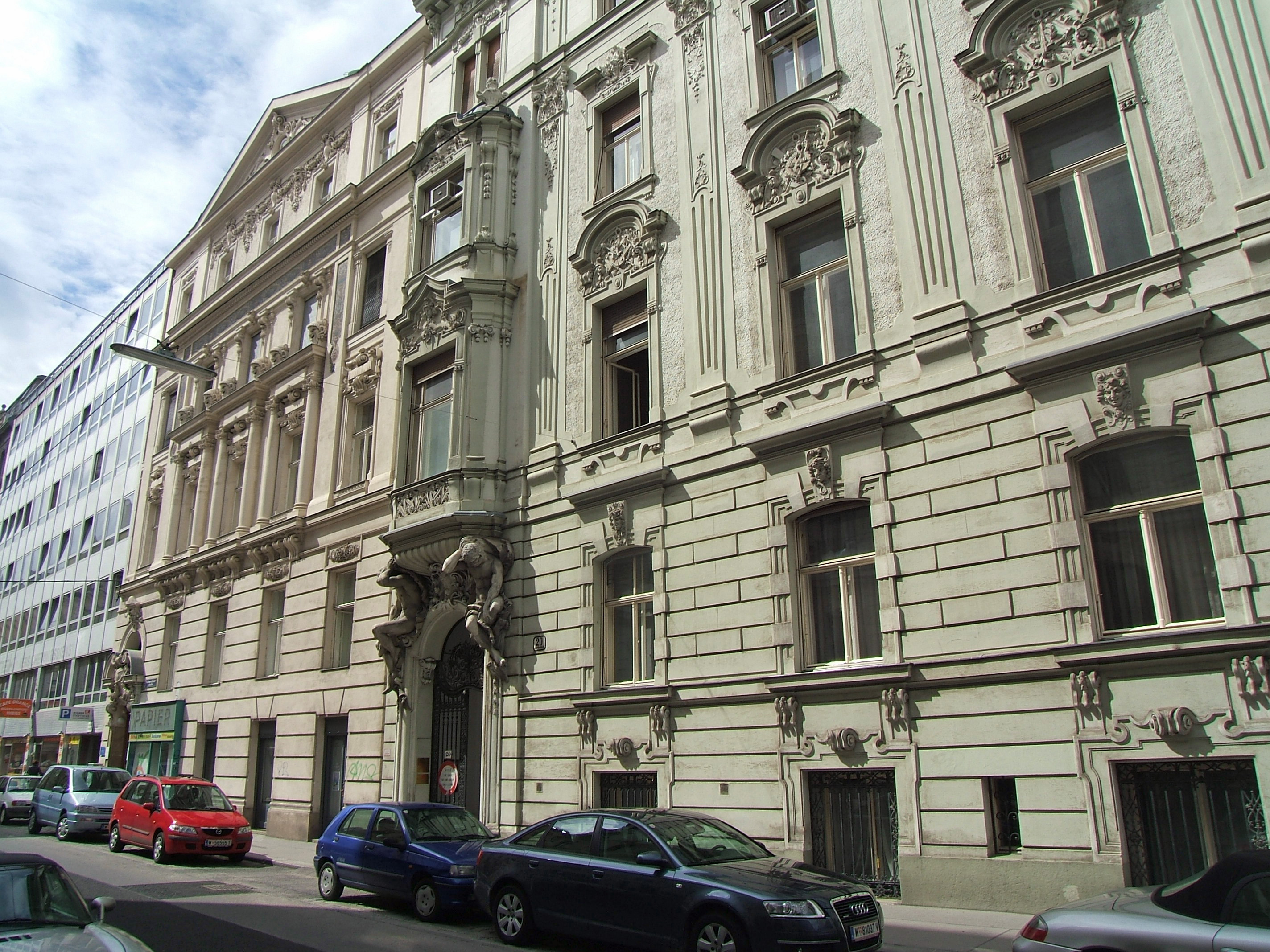
Nummer 20 (Palais Lanna)
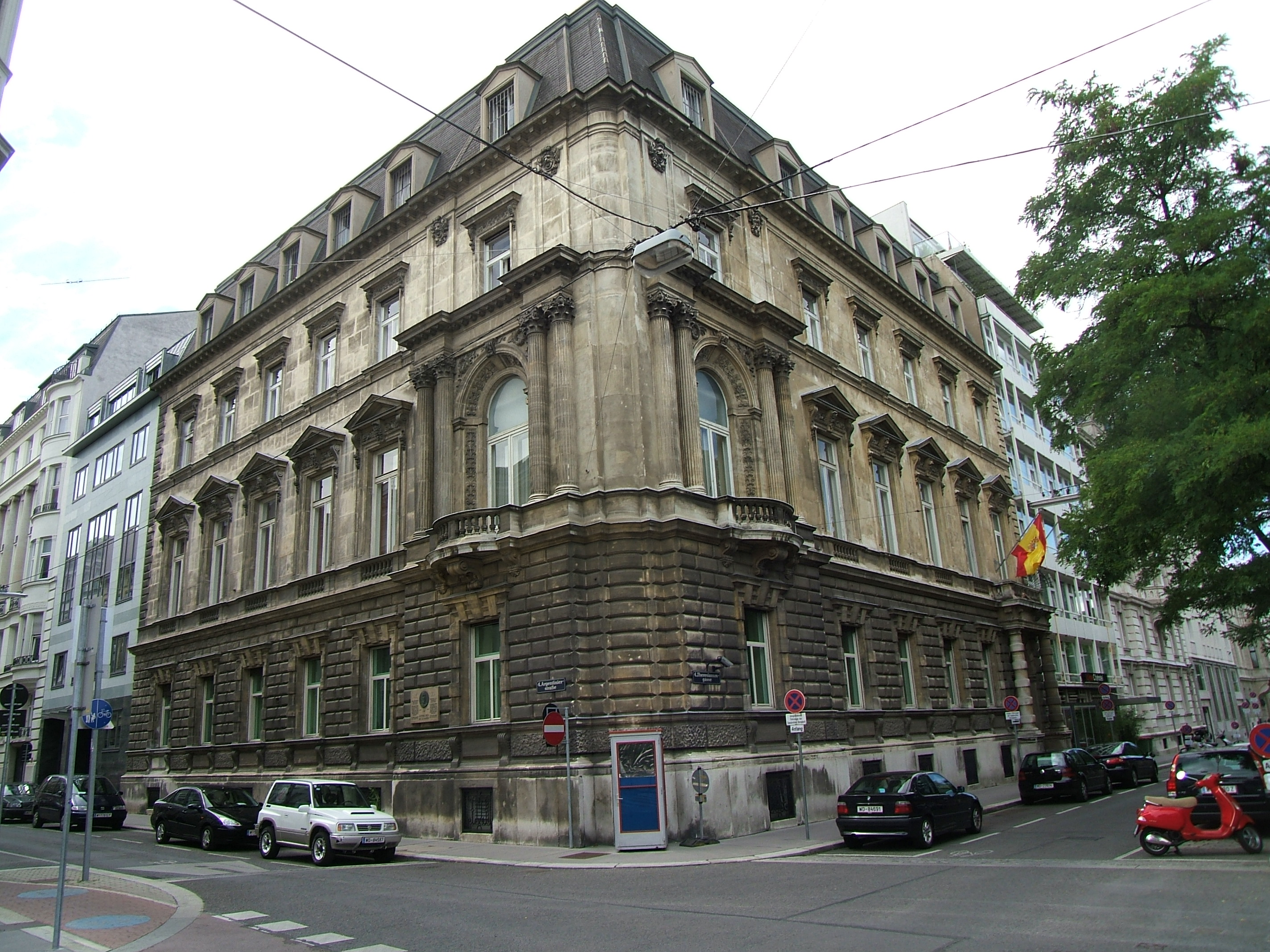
Nummer 21 (Spanische Botschaft)
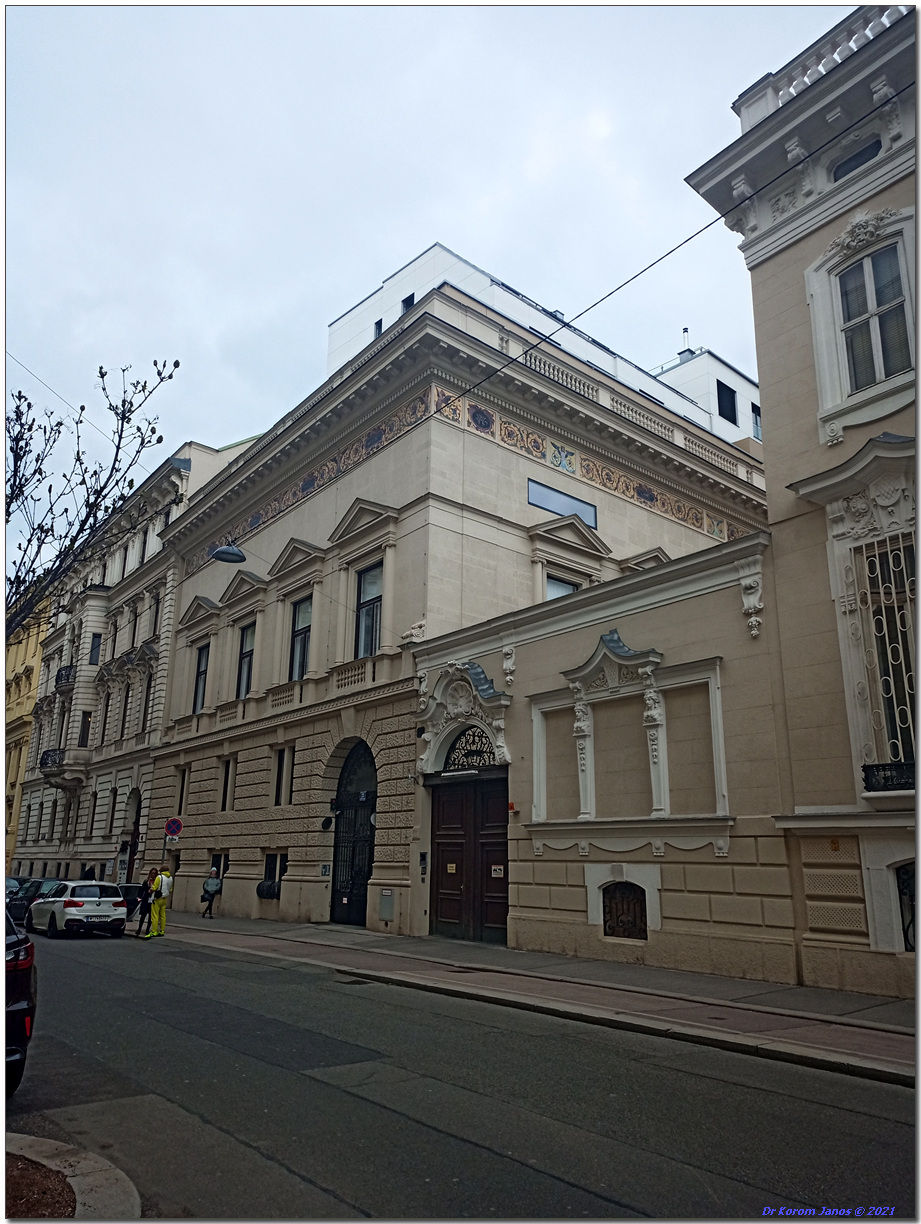
Nummer 23 (Palais Wessely)
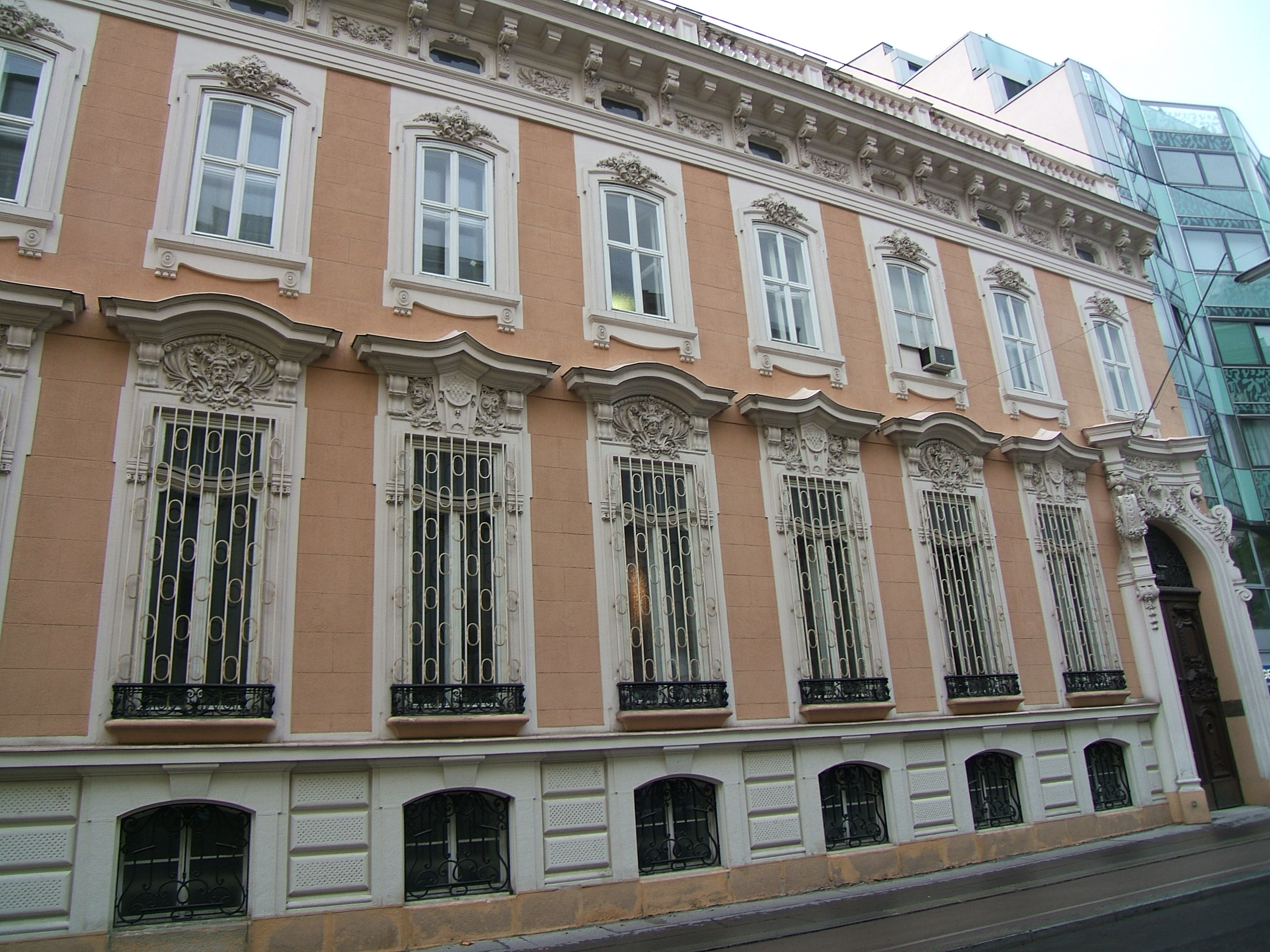
Nummer 25–27 (Russische Handelsvertretung)
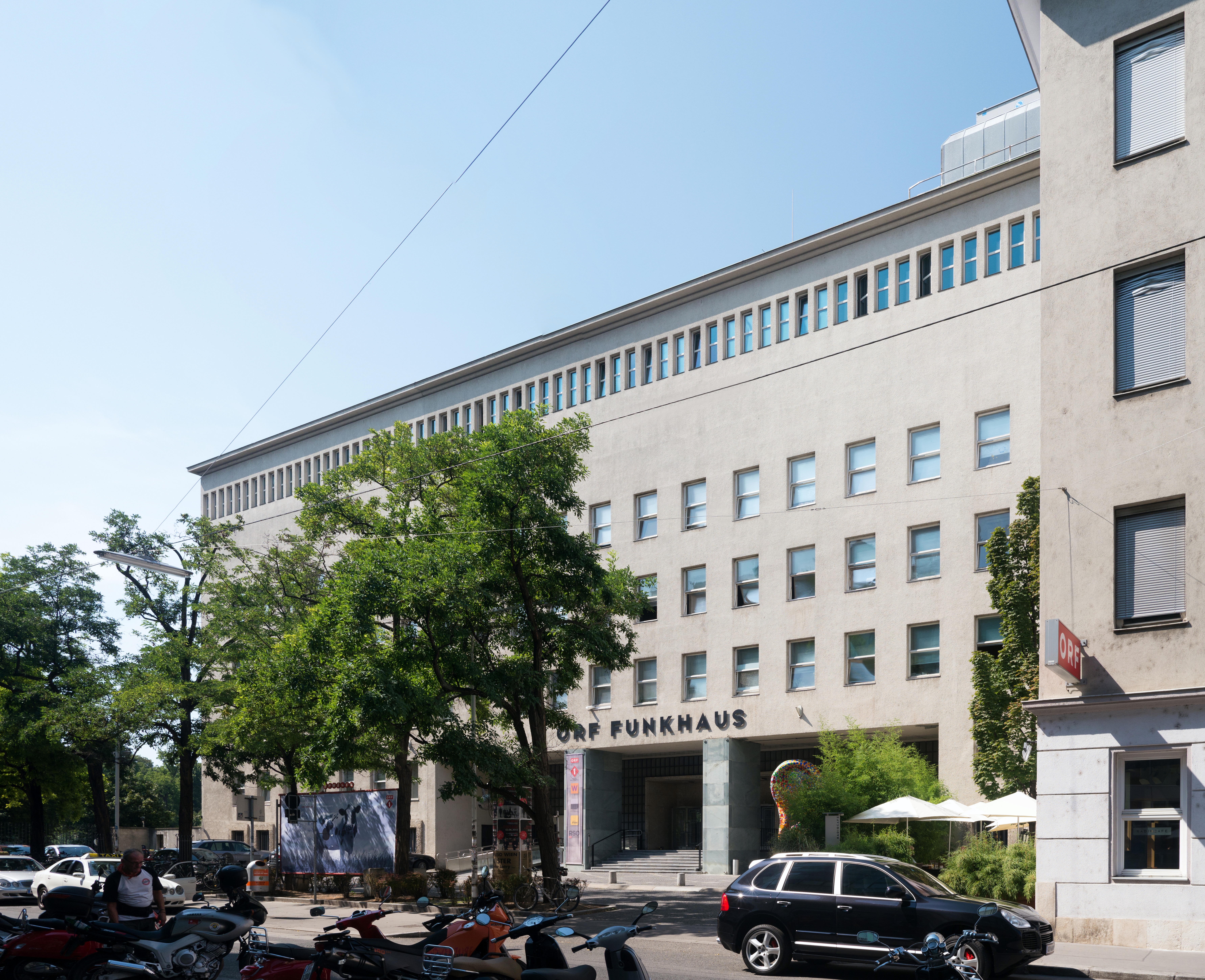
Nummer 30A (Funkhaus)
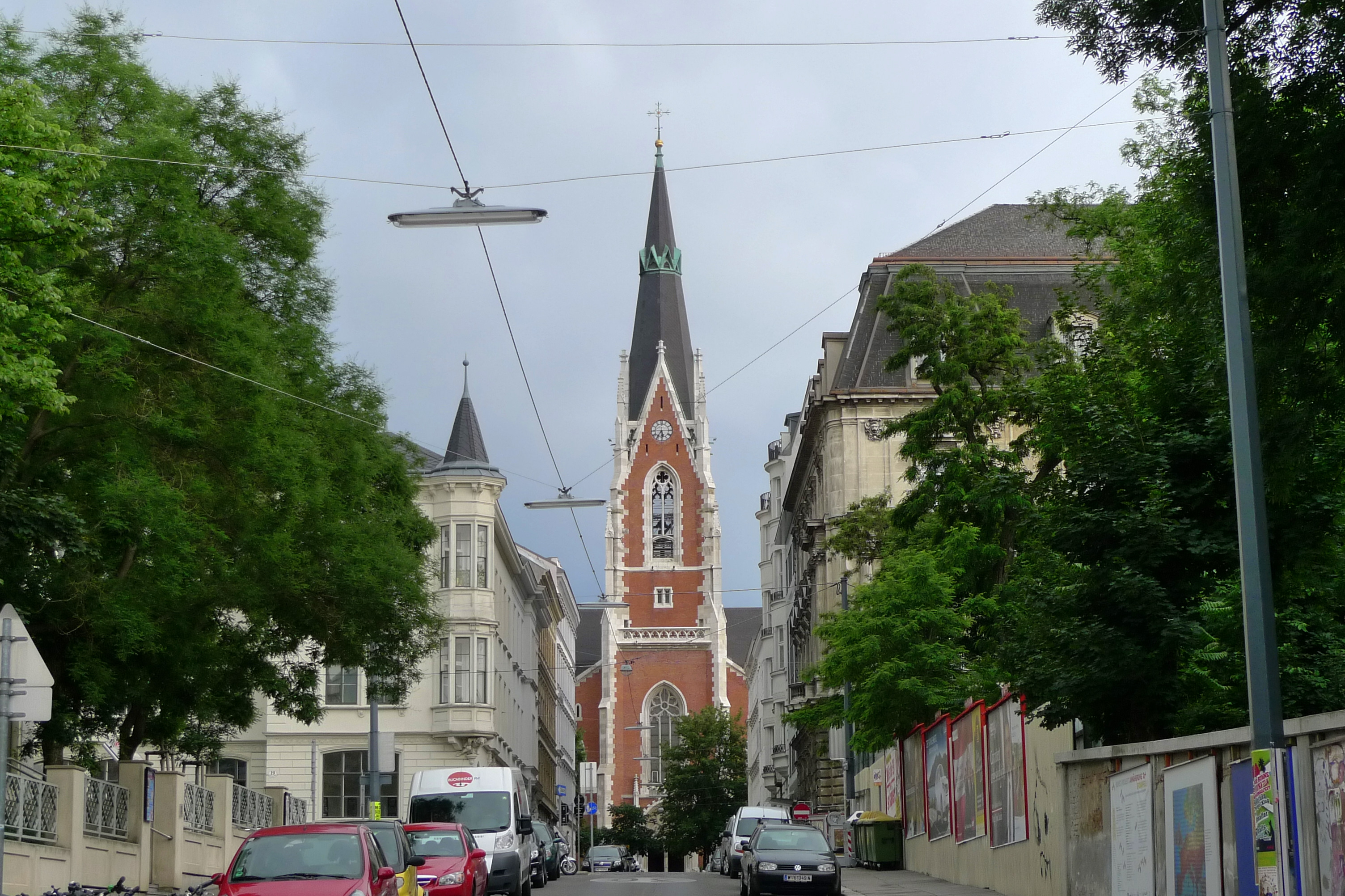
Blick zur Elisabethkirche
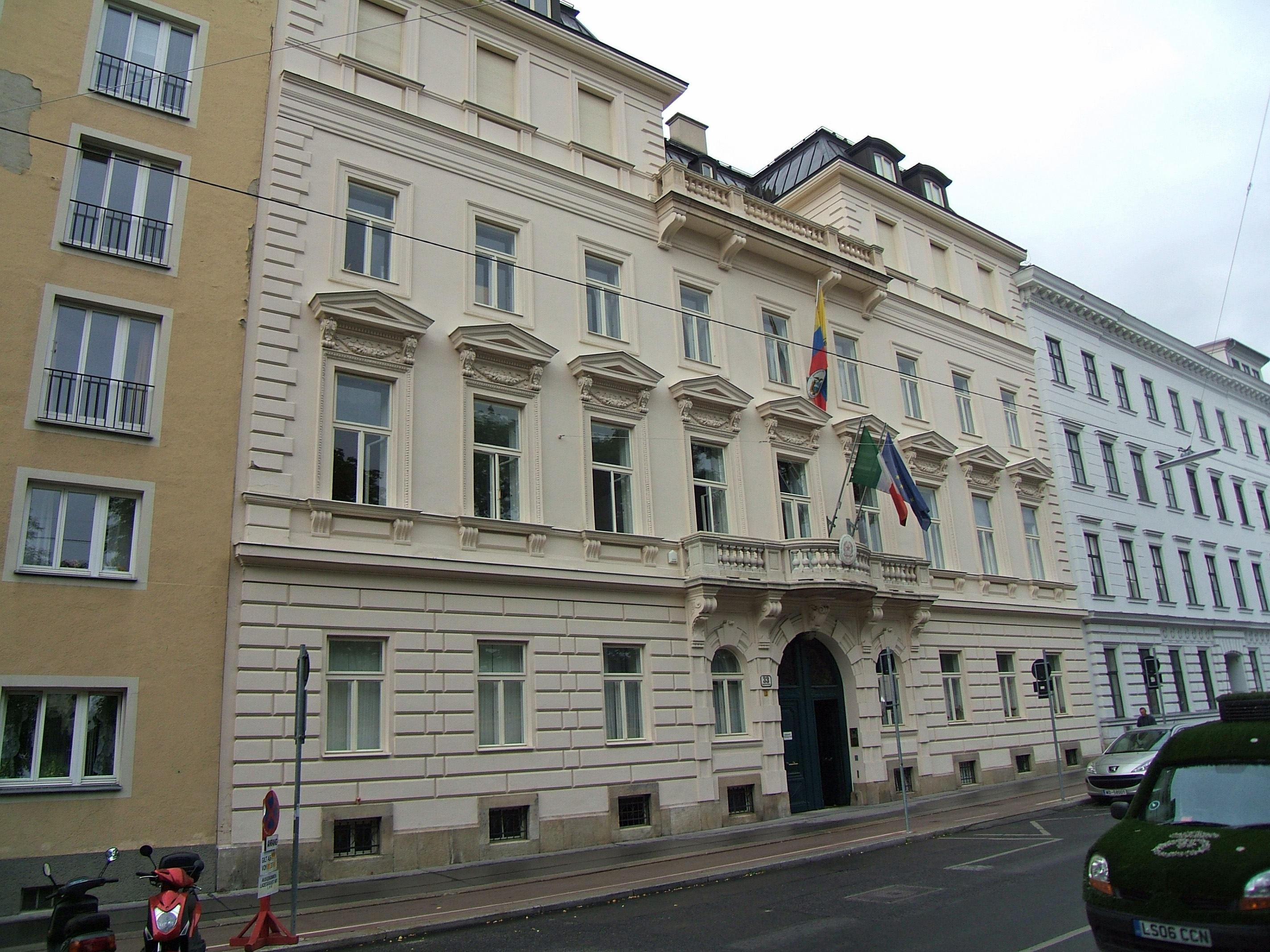
Nummer 33 (Palais Erlanger)
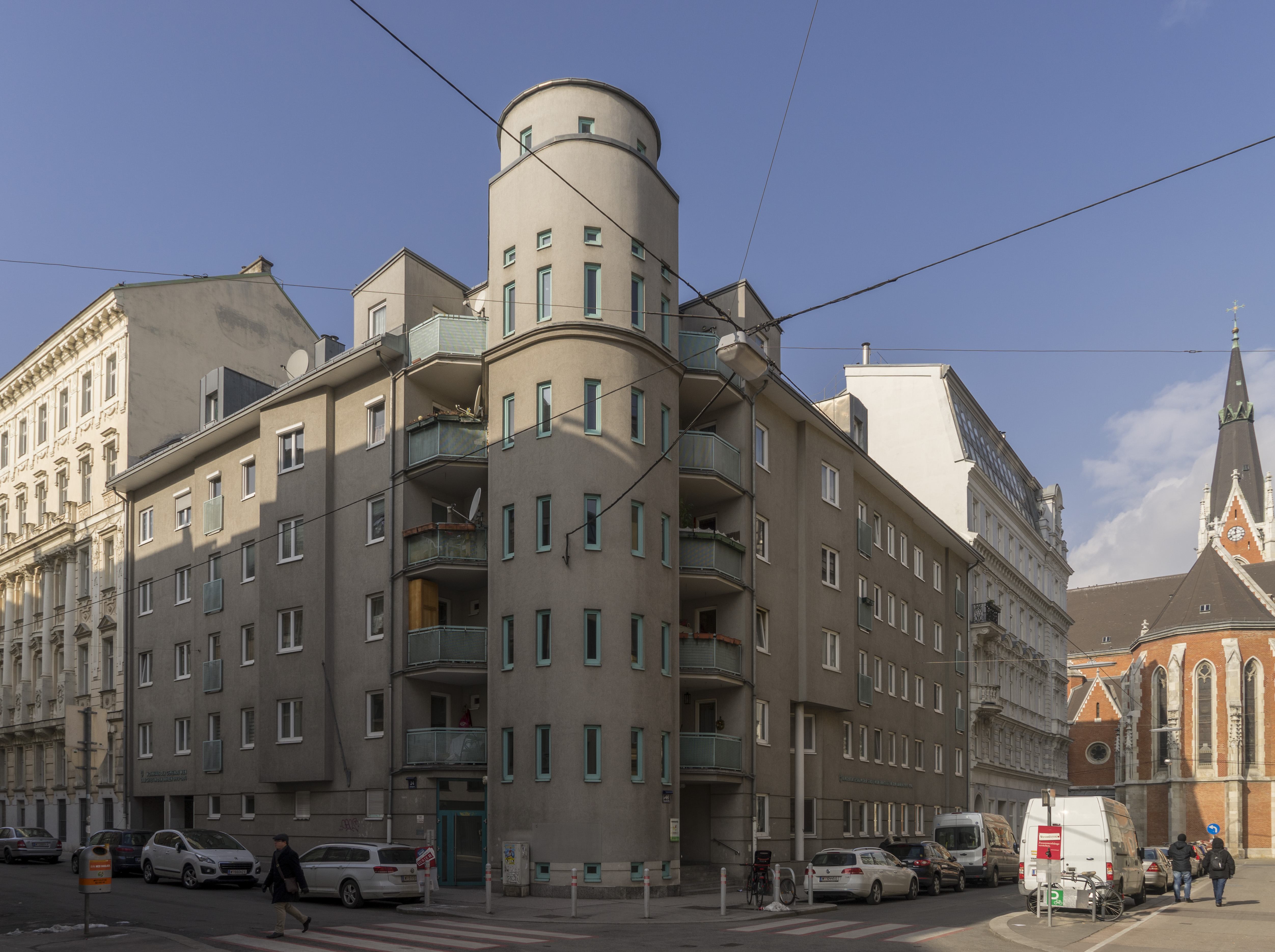
Nummer 44 (Gemeindebau)
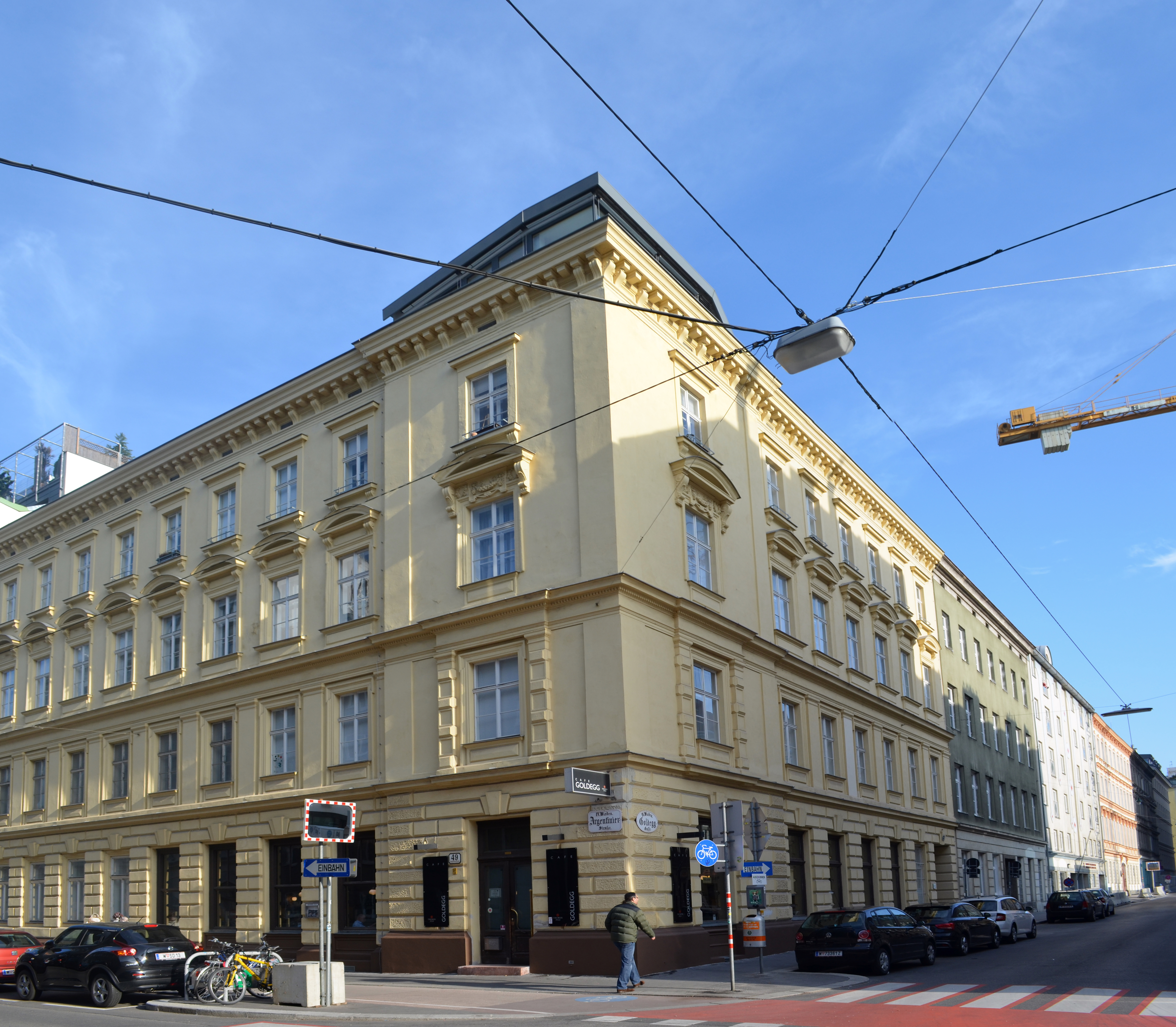
Nummer 49 (Café Goldegg)
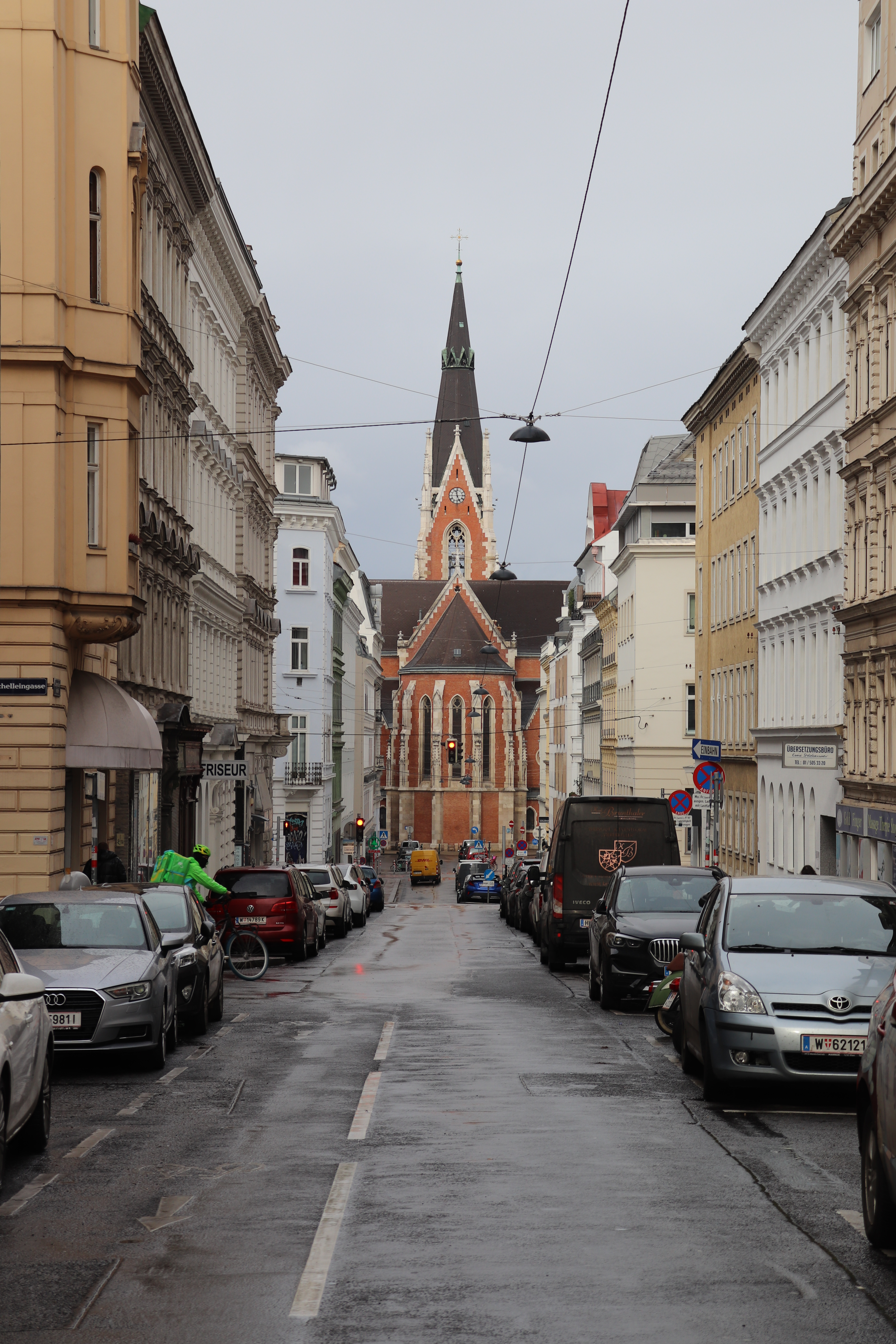
Blick vom Gürtel Richtung Elisabethkirche
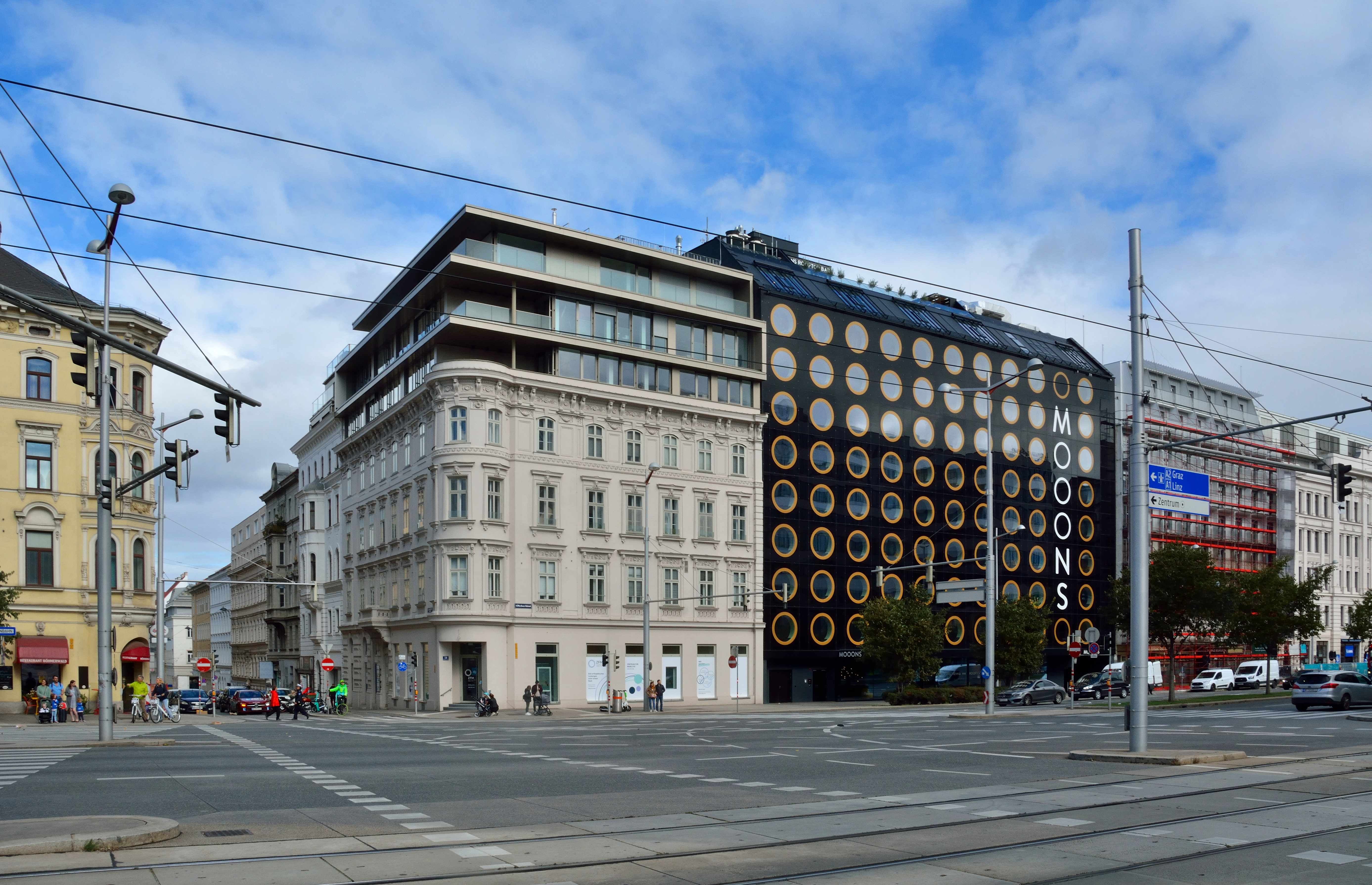
Ende der Argentinierstraße am Wiedner Gürtel

### Verkehr
Seit November 2023 wurde die Argentinierstraße zu einer Fahrradstraße mit nur eingeschränktem Kraftfahrzeugverkehr und Bevorzugung des Radverkehrs umgestaltet. Bis dahin stand sie dem motorisierten Individualverkehr offen, allerdings in ganzer Länge als Einbahnstraße. Von der Schelleingasse bis zum St.-Elisabeth-Platz (sowie fortgesetzt zu dessen Westseite) und von der Belvederegasse bis zum Karlsplatz war die vorgeschriebene Fahrtrichtung nach Norden, an der Ostseite des St.-Elisabeth-Platzes und von der Schelleingasse bis zum Wiedner Gürtel hingegen nach Süden. Im gesamten Bereich galt eine Geschwindigkeitsbeschränkung auf 30 km/h. Für den Radverkehr bestand ein baulich getrennter Zweirichtungsradweg vom Karlsplatz bis zum Wiedner Gürtel an der Ostseite der Straße, der auch den St.-Elisabeth-Platz an dessen Ostseite umrundete. 
Seit der Eröffnung als Fahrradstraße im Dezember 2024 ist Autoverkehr nur noch eingeschränkt zum Zu- und Abfahren möglich. Die Durchfahrt mit Kraftfahrzeugen wird durch gegenläufige Einbahnregelungen verhindert: Ausgehend von der Gusshausstraße ist vorgeschriebene Fahrtrichtung Richtung Norden zum Karlsplatz. Im Bereich des anschließenden Häuserblocks bis zur Schwindgasse ist die Benützung für Kraftfahrzeuge in beiden Richtungen zulässig, danach bis zur Wohllebengasse nur in Richtung Süden (d. h. Richtung Gürtel). Im folgenden Abschnitt bis zur Plößlgasse gilt Einbahn Richtung Norden, danach bis zur Theresianumgasse Zweirichtungsverkehr, weiter bis zur Belvederegasse Richtung Süden, ab da entlang der Ostseite des St.-Elisabeth-Platzes und im restlichen Teil der Straße bis zur Weyringergasse entlang jedem Häuserblock in jeweils wechselnder Richtung. Im letzten Abschnitt bis zum Gürtel herrscht Gegenverkehr. Dem Radverkehr hingegen steht die Argentinierstraße auf ganzer Länge in beiden Richtungen zur Verfügung. Entsprechend den gesetzlichen Bestimmungen für Fahrradstraßen gilt eine Geschwindigkeitsbeschränkung auf 30 km/h.
Um auf den besonderen Charakter aufmerksam zu machen, ist der Fahrbahnbelag rot eingefärbt und mit Fahrrad-Piktogrammen markiert. Die hohen Gehsteigkanten wurden durch wenige Zentimeter niedrige Schwellen ersetzt, die zum Parken reservierten Flächen sind durch Fahrbahnmarkierungen gekennzeichnet. Um den öffentlichen Raum einladender zu gestalten, wurden Gehsteige verbreitert, Grünanlagen angelegt und Bäume gepflanzt.
Öffentliche Verkehrsmittel benützen die Argentinierstraße nicht. In je zwei Häuserblocks Entfernung verkehren parallel die U-Bahn-Linie U1 unter der Favoritenstraße sowie die Straßenbahnlinie D durch die Prinz-Eugen-Straße; gekreuzt wird die Argentinierstraße durch die Autobuslinie 13A (in Fahrtrichtung Alser Straße) durch die Weyringergasse. Am Wiedner Gürtel gibt es am Südtiroler Platz an der Verkehrsstation Wien Hauptbahnhof Zugang zur U1, zur Wiener Schnellbahn sowie zu Regional- und Fernverkehrszügen, zu den Straßenbahnlinien O und 18, zu den Buslinien 13A und 69A sowie zu regionalen Buslinien. Auch an der Kreuzung mit Prinz-Eugen-Straße – Arsenalstraße (Station Quartier Belvedere) sind die Linien D, O und 18 sowie die Züge der Schnellbahn und jene Regionalzüge, die über die Stammstrecke verkehren, erreichbar.